# 大貫昌幸
大貫 昌幸（おおぬき まさゆき、1964年 - 1993年1月26日）は、日本のゲームデザイナー。ゲーム製作集団ORGの創設者。テーブルトークRPGの黎明期を支えた人物の一人として知られている。

## 経歴
学生時代にゲームサークル「ファースト・ディビジョン」に所属。その頃から旧シミュレイター誌などにウォー・シミュレーションゲーム関連やTRPGの記事を書いており、『日本機動部隊2』などのゲームデザインも行っていた。特に、旧シミュレイター誌では、ツクダホビー社製のアニメを題材としたウォー・シミュレーションゲームの紹介を行い、その地位向上に尽力した（ツクダホビー社のガンダムを皮切りとするアニメを題材とするシミュレーションボードゲームは、商業的な成功を収め愛好者も多かったにもかかわらず、当時は、ヒストリカル（史実）ジャンルに比べて、本格的な紹介や研究がされなかった背景があった。大貫自身、後に「アニメを再現する」コンセプトのTRPG『ワープス』をプロデュースする）。
1985年にゲームクリエイター集団ORGを立ち上げ。株式会社新和が『ダンジョンズ・アンド・ドラゴンズ』（第四版。俗にいう『赤箱』版である）の翻訳販売を行う際、翻訳者として抜擢された。ORGは、オフィシャルD&Dマガジンで『ダンジョンズ・アンド・ドラゴンズ』のサポートを行う一方、オリジナルゲームデザインや、自社製品の展開も熱心に行った。
その後、『マル勝ファミコン』誌でRPG風の読者参加企画『ダブルムーン伝説』を連載。ドラゴンクエスト以降のファミコンRPGの人気にあやかった企画だったがこの連載が人気を博し、ダブルムーン伝説のテーブルトークRPG化も大貫の手により成される。当時のマル勝ファミコン読者の多くがこの連載からテーブルトークRPGの世界に入っていき、ダブルムーン伝説は『ロードス島戦記』と並ぶ、テーブルトークRPG黎明期の功労者として現在でも名高い。なお、大貫はこの時期、パソコン誌『マイコンBASICマガジン』でもTRPGの紹介記事の連載を行っていた。
ファンタジーのメタルフィギュアの愛好家としても知られ、様々な雑誌でメタルフィギュアについての紹介を行い、ORGを通じての輸入販売も実行した。
ゲームデザイン、雑誌記事の連載、読者参加企画の主催など多忙を極める中で、1993年1月26日に虚血性心不全のため逝去。ダブルムーン伝説第3部を展開していた最中での急死であった。角川書店はこの当時、内紛が勃発しており、混乱状態となっていた。
1994年、有志により遊戯に関する研究論文を中心とする遺稿を集めた『歳月忽巳晩 大貫昌幸遺稿追悼輯』が刊行されている。
父は『新・細うで繁盛記』、『おからの華』など花登筺原作のテレビドラマのプロデューサーの大貫伊佐雄（他に『プラレス3四郎』のプロデューサーも務めており、テレビアニメ版が不振だったことがしばしばネタにされていた）

## 主な作品
- ダンジョンズ・アンド・ドラゴンズ（新和版）　（翻訳）
- アドバンスト・ダンジョンズ&ドラゴンズ　（翻訳）
- ドラゴンランスカードゲーム　（ゲームデザイン）
- ワープス　（プロデュース。ただし実質的なゲームデザインであるとも言われている）
- 魔法帝国の興亡　（ゲームデザイン）
- 銀河帝国の興亡　（ゲームデザイン）
- ダブルムーン伝説RPG　（ゲームデザイン）
- 学園ぱらだいす　（監修）